# Nummis föreningshus

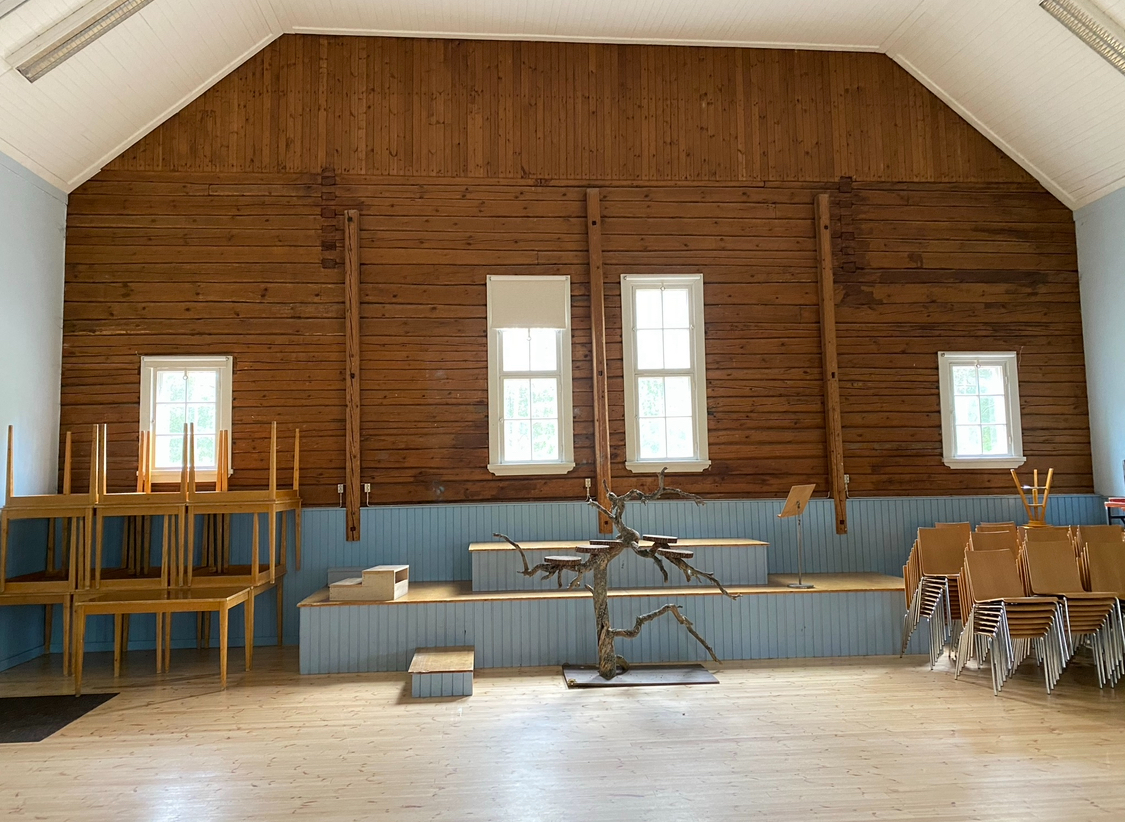
Festsalen i Nummis föreningshus.

Nummis föreningshus (finska: Nummen seuratalo) är ett föreningshus i Nummis i det finländska landskapet Nyland. Huset som färdigställdes år 1912 ligger i byn Oinola bredvid Oinola skolcentrum. Ursprungligen var huset en lokal för den lokala ungdomsföreningen. Nummis föreningshus ritades av arkitekten Harald Svedberg och är en del av Nummis kulturlandskap, en värdefull byggd kulturmiljö av riksintresse.
I huset finns festsal, matsal, kök, aula, rum för filmprojektor, toaletter och på den övre våningen en vaktmästarbostad. Föreningshuset ägs av föreningen Nummi-Seura r.y. som ansvarar för verksamheten och underhåll av huset. Föreningen ordnar olika slags evenemang i huset och huset kan hyras för bland annat fester. Nummis föreningshus rymmer cirka 200 personer.